# GNL2
GNL2‏ (G protein nucleolar 2) هوَ بروتين يُشَفر بواسطة جين GNL2 في الإنسان.